# ديمتري شماتكو
ديمتري شماتكو (بالروسية: Шматко, Дмитрий Сергеевич)‏ هو لاعب كرة قدم بيلاروسي في مركز الوسط، ولد في 26 يوليو 1989 في مينسك في بيلاروس. شارك مع منتخب بيلاروسيا تحت 21 سنة لكرة القدم ومنتخب روسيا البيضاء تحت 23 سنة لكرة القدم. أما مع النوادي، فقد لعب مع دينامو مينسك ونادي بارتيزان مينسك ونيمان غرودنو.

## وصلات خارجية
- ديمتري شماتكو على موقع قاعدة بيانات كرة القدم.إي يو (الإنجليزية)
- ديمتري شماتكو على موقع Soccerway.com (الإنجليزية)